# Jimena
Jimena er en by og kommune i det sydlige Spanien i provinsen Jaén. Den har et indbyggertal på 1.234 (2024) indbyggere.